# Nunton Church

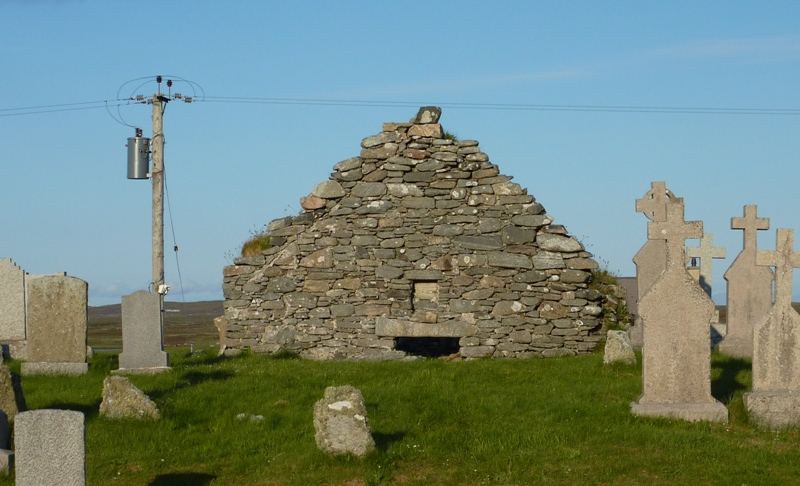
Nunton Church vanuit het westen. De toegang steekt nog net boven het grondniveau uit.

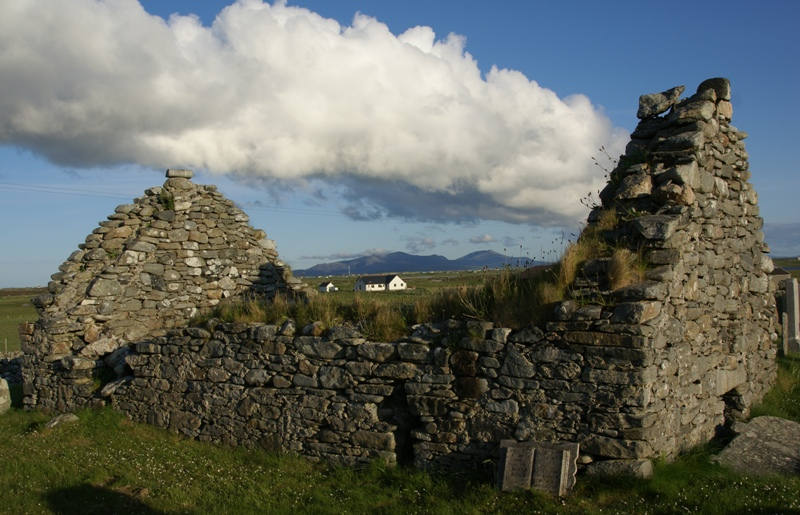
De kerkruïne gezien vanuit het noordwesten.

Nunton Church, in Schots-Gaelisch Teampull Mhuire (St Mary's Chapel) genoemd, is de ruïne van een middeleeuwse kerk, gelegen in Nunton, twee kilometer ten zuiden van Balivanich op Benbecula in de Schotse Buiten-Hebriden.

## Geschiedenis
Op het eiland Iona werd in 1203 Iona Abbey, een benedictijnenabdij, gesticht door Reginald, zoon van Somerled, Lord of the Isles. Op hetzelfde eiland stichtte hij ook Iona Nunnery, een nonnenklooster waar zijn zus Behoc de eerste priores werd. Zijn zoon Donald maakte een pelgrimstocht naar Rome om te boeten voor zijn wild en gewelddadig leven. Bij zijn terugkeer schonk hij het eiland Heiskeir aan de nonnen van Iona, net als het gebied van North Uist & South Uist dat bekend werd onder de naam Baile nan Cailleach (Stad van de Nonnen, Nuntown). Hier werd Teampull Mhuire, Kapel van de Maagd Maria, gebouwd. De huidige overblijfselen stammen uit de late middeleeuwen.
De reformatie in de zestiende eeuw maakte een eind aan vele religieuze gemeenschappen en de kapel raakte in verval. Het land van de nonnen van Iona ging over in wereldlijke handen. De begraafplaats rondom de kapel bleef wel in gebruik.

## Bouw
Nunton Church is een rechthoekig gebouw en meet 7,5 bij 4,7 meter. De muren zijn 76 centimeter dik. De kerk is oost-westelijk georiënteerd. Het grondniveau is sinds het bestaan van de kapel flink verhoogd; de toegang van de kerk komt nog net boven het grondniveau uit. De muren steken 1,6 meter uit boven het oppervlak; de apices van de gevels bevinden zich op 3,2 meter hoogte.
De toegang bevindt zich aan de westzijde.